# Luigi Molino (calciatore)
Luigi Molino, meglio conosciuto come "Gigi" (Napoli, 23 marzo 1972) è un allenatore di calcio ed ex calciatore italiano di ruolo attaccante.

## Palmarès

### Club

#### Competizioni nazionali
- Serie C1: 1

Avellino: 2002-2003
- Serie C2: 1

Sorrento: 2006-2007
- Supercoppa di Lega di Seconda Divisione: 1

Sorrento: 2007